# Jane Bond, geheim agente
Jane Bond, geheim agente (Engels: Jane Bond, Secret Agent) is een Britse stripreeks die werd getekend door Mike Hubbard (Ernest Alfred Hubbard, 1902-1976).

## Inhoud
Het titelpersonage Jane Bond is de jonge blonde geheim agente. Ze werd geboren in de Verenigde Staten, maar groeide op in Italië. Ze werkt voor de fictieve in Los Angeles gevestigde World Police Force (afgekort tot Worldpol), een internationale organisatie die in het verhaal verantwoordelijk is voor de vrede en veiligheid in de vrije wereld. Jane moet het in de verhalen opnemen tegen het criminele meesterbrein Leopold.
Hoewel de naam van de geheim agente een verwantschap suggereert met haar mannelijke tegenbeeld James Bond, wordt daar in de strip geen melding van gemaakt. Waarschijnlijk omdat daarvoor geen toestemming is gegeven door de eigenaren van de rechten van de werken van Ian Fleming.

## Publicatie
De stripreeks werd van 1967 tot 1970 gepubliceerd, in Engeland in het tijdschrift Princess Tina (later Tina) en in Nederland in de Nederlandse versie van dat tijdschrift. In 1970 gaf uitgeverij De Spaarnestad een album uit met de titel Jane Bond - Geheim agente.